# Berlicum

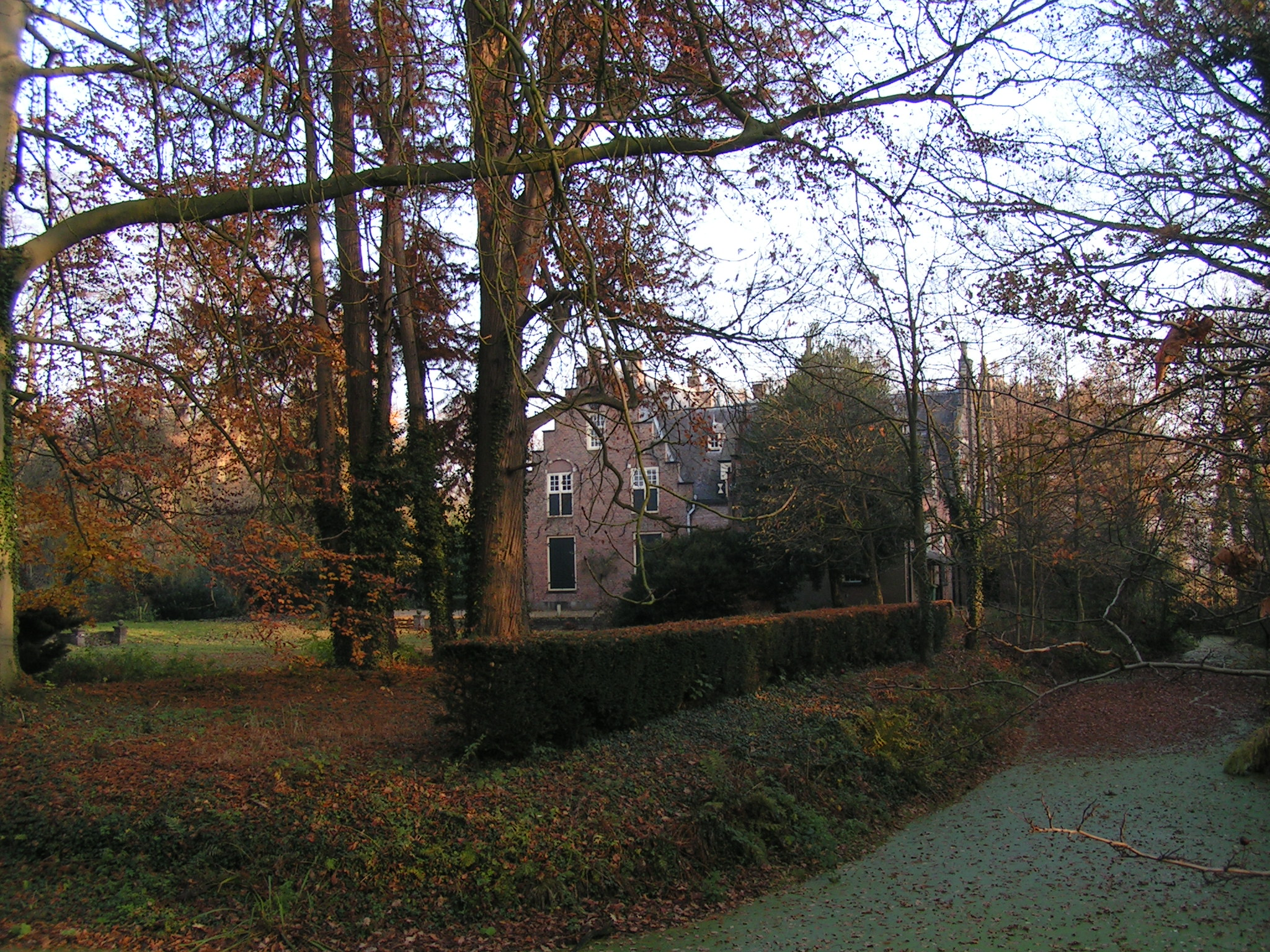
Landgoed de Wamberg

Berlicum (Brabants: Balkum) is een dorp  in de Nederlandse provincie Noord-Brabant, gelegen in het Aadal nabij de rivier de Aa. Vermoedelijk is het dorp tussen 600 en 700 na Christus ontstaan.
Tot de gemeentelijke herindeling in 1996 was Berlicum een zelfstandige gemeente, waar het dorpje Middelrode ook onderdeel van uitmaakte. In 1996 werd het samen met Den Dungen en Gemonde toegevoegd aan de gemeente Sint-Michielsgestel. Het is na Sint-Michielsgestel het grootste dorp van de gemeente. Op 1 januari 2023 telde Berlicum (inclusief het dorp Middelrode) 10.450 inwoners, op een oppervlakte van 21,79 km². Exclusief Middelrode telde Berlicum 8.385 inwoners op een oppervlakte van 15,35 km².
Het centrum van het dorp bevindt zich rondom het Mercuriusplein, waar de meeste winkels gevestigd zijn en waar wekelijks een markt is. Er zijn twee kerken in het dorp: de Protestantse Kerk en de Sint-Petruskerk. Beide kerken hebben een sombere geschiedenis. Bij de bevrijding aan het einde van de Tweede Wereldoorlog zijn veel historische gebouwen in Berlicum waaronder beide kerken vernield. Na de Tweede Wereldoorlog is Berlicum een forensendorp geworden.
Er zijn in Berlicum 16 Rijksmonumenten en 37 gemeentelijke monumenten.
In het zuidoosten van Berlicum is Sportpark De Brand gevestigd.
Berlicum onderhoudt een stedenband met het Belgische Bonheiden.

## Gemeentevlag en wapen
Het oorspronkelijke gemeentewapen stamt uit 16 juli 1817 en werd omschreven als: "Van azuur, beladen met een beer, staande op een terras, alles van goud". Het betrof een mannetjesvarken, wat een onjuiste interpretatie was.
Pas op 17 mei 1973 is dit wapen herzien: "In goud een gaande beer van sabel. Het schild gedekt met een gouden kroon van 3 bladeren en 2 parels". Nu toonde het wapen een bruine beer, zoals die ook op het schependomszegel uit 1344 voorkwam.

## Toponymie
Er bestaat nogal wat onduidelijkheid over de herkomst van de plaatsnaam Berlicum.
De oude schrijfwijzen Beerlinghem, Berlekem, Berlikem en Berlanchum zijn later Berlicum geworden.
Mogelijk is "Berl" een in onbruik geraakt woord voor moeras of drassig gebied. De woorden chem, ghem, cum en kem betekenen "verblijfplaats". Letterlijk betekent Berlicum mogelijk dus: verblijfplaats in of nabij een drassig gebied. Het is bekend dat de oude dorpskern van Berlicum, die nog steeds bestaat en 'De Plaets' heet, inderdaad is ontstaan op een donk gelegen bij een zeer drassig gebied noordelijk van het beekje de Run en de rivier de Aa. Deze verklaring van de naam Berlicum sluit dus bijzonder goed aan bij de situatie ter plaatse maar is allerminst zeker.
Een andere zienswijze is dat "Berlekem" afkomstig is van de eigennaam "Ber". Ber zou de eigennaam zijn van een Germaans stamhoofd die zijn naam ontleende aan een sterk dier: de beer. Zijn volgelingen heetten "Berlingen". Gecombineerd met "hem", wat heim of verblijfplaats betekent, leidt dat tot de naam Berlinchem: verblijfplaats van de volgelingen van Ber.
In de volksmond was de naam 'Balkum' al bekend in de zeventiende eeuw. In het lokale dialect wordt deze laatste benaming nog steeds gebruikt. Tijdens het jaarlijks terugkerende carnavalsfeest heet Berlicum samen met Middelrode "dun Birrekoal".

## Geschiedenis
De oudste vermelding van Berlicum stamt van 26 maart 1237. Het betreft een document waarin het kapittel van Oudmunster goederen verkocht aan de Abdij van Berne. Berlicum werd toen gespeld als "Berlekem". In 1300 gaf Hertog Jan II van Brabant de gemeenterechten uit aan de bewoners van Berlicum. Bestuurlijk behoorde Berlicum tot het Kwartier van Maasland. In 1505 werden de heerlijke rechten verkocht aan de Heer van Bergen op Zoom en Zevenbergen. Er was een schepenbank en er waren vier borgemeesters, die elk een van de vier herdgangen vertegenwoordigden.
Oorlogen hebben Berlicum niet gespaard, terwijl de rivieren regelmatig buiten hun oevers traden. Hierdoor ontstond wel weer vruchtbare weidegrond, wat de veeteelt ten goede kwam.
Kort na 1520 werd Kasteel Ter Aa gebouwd dat niet zozeer een militaire functie had maar als speelhuis moet worden gedacht. Tussen 1804 en 1808 werd het kasteel gesloopt. Er is niets meer van over.
De bevolking van Berlicum nam toe van ongeveer 1.600 in 1800 tot 3.000 in 1920, 4.000 in 1943, 5.000 in 1955 en 6.000 in 1967. Bij de opheffing van de gemeente in 1995 telde deze 8.900 inwoners,
In oktober 1944 werd, tijdens de Operatie Market Garden, een groot deel van het dorp verwoest.

## Economie
Gedurende de 19e eeuw kende men het gemengd bedrijf. Rogge, haver, boekweit en aardappelen waren de belangrijkste gewassen. Tijdens de 2e helft van de 19e eeuw nam het areaal weiland sterk toe, dat van rogge een weinig, het areaal aardappelen nam iets af. De teelt van boekweit en haver verdween goeddeels.
Het percentage ambachtslieden onder de bevolking nam geleidelijk toe maar bedroeg maximaal 5,6% in 1920. Een belangrijk industrieel bedrijf was de sigarenmakerij aan Hoogstraat 103. Hier werkten in de hoogtijdagen ongeveer honderd mensen. Het gebouw uit 1895 werd ontworpen door de Berlicumse architect Adriaan Kusters. Na de Tweede Wereldoorlog was hier drankenhandel Verhoeven gevestigd. Het is een gemeentelijk monument. Ook Brouwerij Godschalx bevond zich te Berlicum.

## Kerkelijke geschiedenis

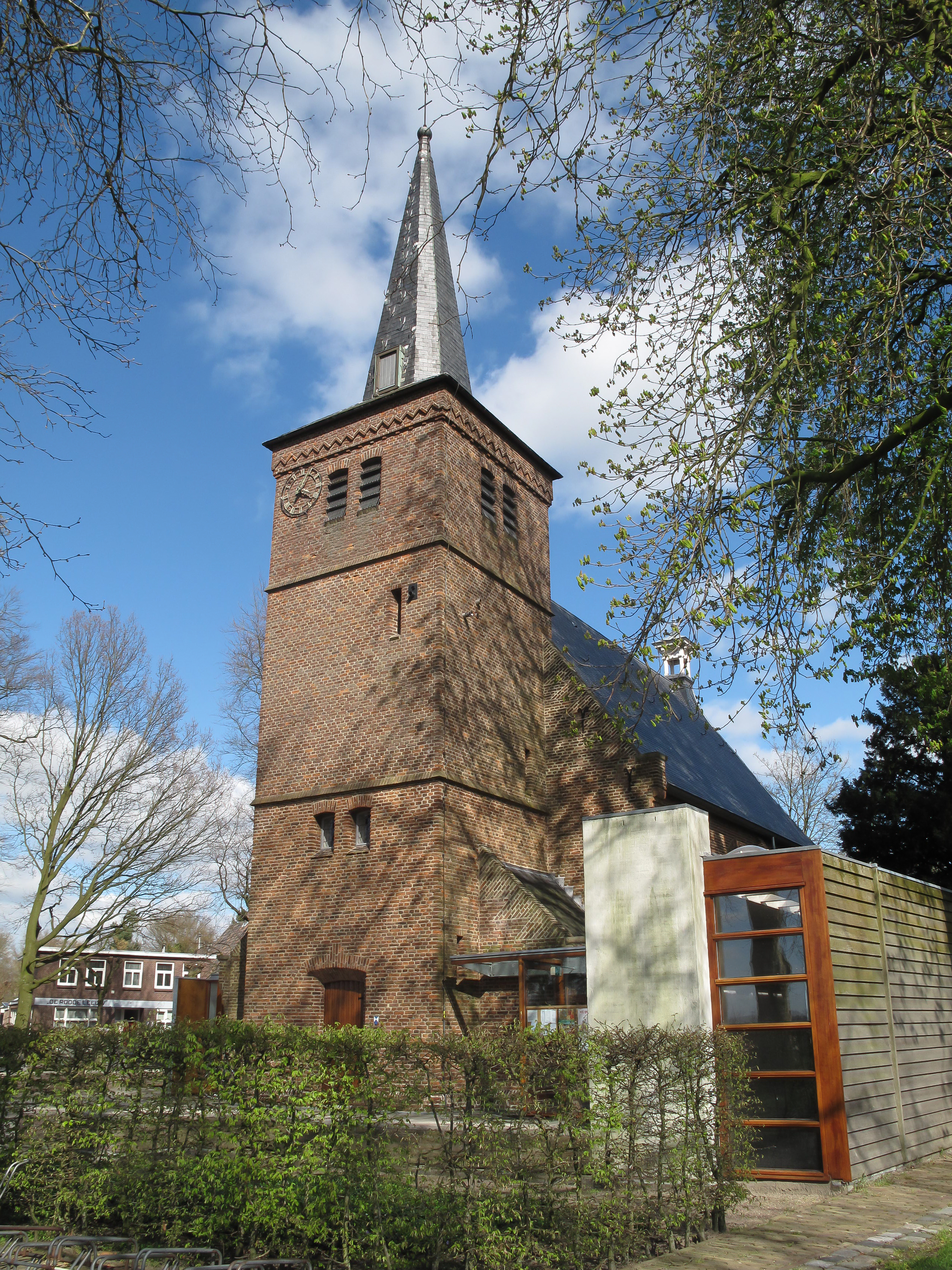
Protestantse Kerk

Omstreeks het jaar 700 was er reeds bewoning op De Plaets. Naar verluidt handelde het om een Germaanse offerplaats die op een donk gelegen was. Rond 800 werd een houten zaalkerkje gebouwd dat omstreeks 1200 door een stenen gebouw werd vervangen. In 1240 kregen de Norbertijnen van de Abdij van Berne het patronaatsrecht van deze kerk in handen.
In 1484 werd de kerk van een toren voorzien, die in 1842 eigendom van de gemeente werd. De kerk was gewijd aan de Heilige Petrus. Ze was toen een pseudobasiliek die drie koren had.
Omstreeks 1648 werd de kerk protestants. Dit is altijd zo gebleven. De katholieken konden de kerk weliswaar in 1810 weer terugkrijgen, maar ze gaven de voorkeur aan hun schuurkerk, die toen centraler lag omdat het dorp zich daaromheen ontwikkeld had. De historische hervormde kerk werd in 1944 verwoest door oorlogsgeweld. Ze werd in verkleinde vorm herbouwd en later van enkele bijgebouwen voorzien. Deze kerk stond bekend als de Samen-op- Wegkerk, naar de samenwerking van lokale protestantse groeperingen voorafgaand aan de kerkfusie.
In 1676 werd het aan de katholieken toegestaan om een schuurkerk te bouwen. In 1837 werd deze vervangen door een waterstaatskerk, die in 1876 van een 63 meter hoge toren werd voorzien. Om deze Sint-Petruskerk ontwikkelde zich de dorpskern, "Kerkwijk" genaamd. In 1859 kwam er een klooster van de Zusters van JMJ. Deze zusters gaven onderwijs en verzorgden zieken en bejaarden. Im 1976 werd het klooster gesloopt en kwam er een zorgcentrum op die plaats.
In 1932 werd de waterstaatskerk vergroot met een dwarsbeuk en een nieuw koor, dit alles ontworpen door Hendrik Christiaan van de Leur. In 1944 echter werd de kerktoren verwoest door oorlogshandelingen, waarna omstreeks 1950 een nieuwe voorgevel is gebouwd, tevens ontworpen door van de Leur. De kerk was door dit alles kleiner geworden en ligt daardoor tamelijk ver van de weg af. De kerk kon kleiner worden omdat de parochie werd gesplitst: Te Middelrode werd een nieuwe kerk gebouwd naar ontwerp van Jan Strik. Na 2012 is de Sint-Petruskerk onttrokken aan de eredienst en gesloopt.
Na de epidemie van longziekte onder runderen uit 1844 nam de verering van de Heilige Cunera, gestimuleerd door de Norbertijnen, aanzienlijke vormen aan. De protestanten zagen dit alles met verbazing aan en schreven in hun tijdschrift, De Fakkel: Nog trekt de bijgeloovige landbouwer in ootmoedige houding vaak naar Berlicum, nabij 's Hertogenbosch gelegen, om gewijd water te halen, dat voor alle mogelijke kwalen en ziekten van het vee probatum is, bij den pastoor dier parochie, die daarvan een soort handel schijnt te drijven; dat is, hij geeft het om niet, doch men offert er iets voor in de kerk. De Cuneraverering vond voordien plaats in de kapel van Kaathoven, een buurtschap van Vinkel die altijd tot de gemeente Berlicum heeft behoord.

## Bezienswaardigheden

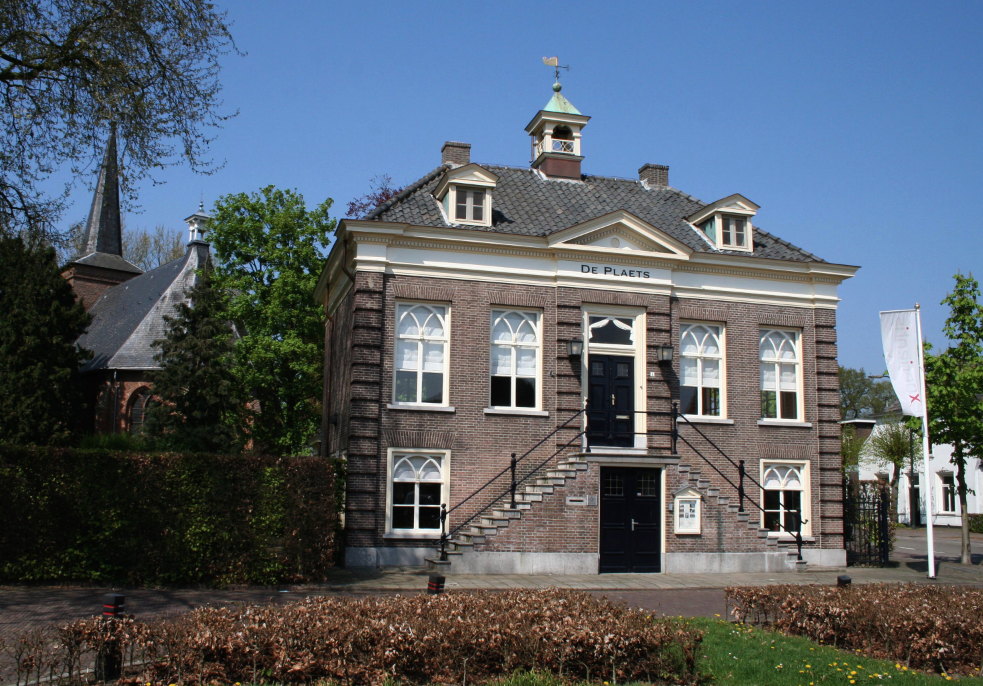
Raadhuis De Plaets, met linksachter de Protestantse Kerk

Berlicum is een langgerekt dorp van enkele kilometers lang. Het oudste deel, met onder meer de protestantse kerk en het voormalige raadhuis, bevindt zich in het uiterste noordwesten. Dit deel heet De Plaets en is sinds omstreeks het jaar 700 bewoond. Naar het zuidoosten toe gaat het dorp over in Middelrode. Al wordt Middelrode ook beschouwd als een wijk van Berlicum, mede doordat het gebied tussen de twee plaatsen steeds verder volgebouwd is.
- Protestantse Kerk voorheen Samen-op-Weg-kerk.
- Herenhuis, Raadhuisplein 18. De oorsprong van dit pand gaat terug tot vóór 1300. Tot 1740 was hier herberg Het Pannenhuis gevestigd. De eerste Berlicumse burgemeester woonde er van 1815-1831, waarna het betrokken werd door andere notabelen. Van 1944-1948 deed het fraaie witte pand dienst als gemeentehuis.
- Voormalig gemeentehuis, De Plaets genaamd. Een neoclassicistisch bouwwerk uit 1845, beschadigd in 1944 tijdens de Tweede Wereldoorlog, hersteld en opnieuw in gebruik genomen in 1948. In 1983 door de gemeente verkocht en sindsdien als bedrijfsruimte in gebruik.
- Voormalig Kasteel Beekveld, aan Beekveld 11. Oorspronkelijk een woning aan de Run, een zijriviertje van de Aa. Van 1550-1819 was het een omgracht kasteel. Het werd gesloopt in 1820, maar het neerhuis bleef bestaan. Op de oude kelder werd een theekoepel gebouwd.
- Wamberg, landgoed en kasteel daterend uit de 14e eeuw.

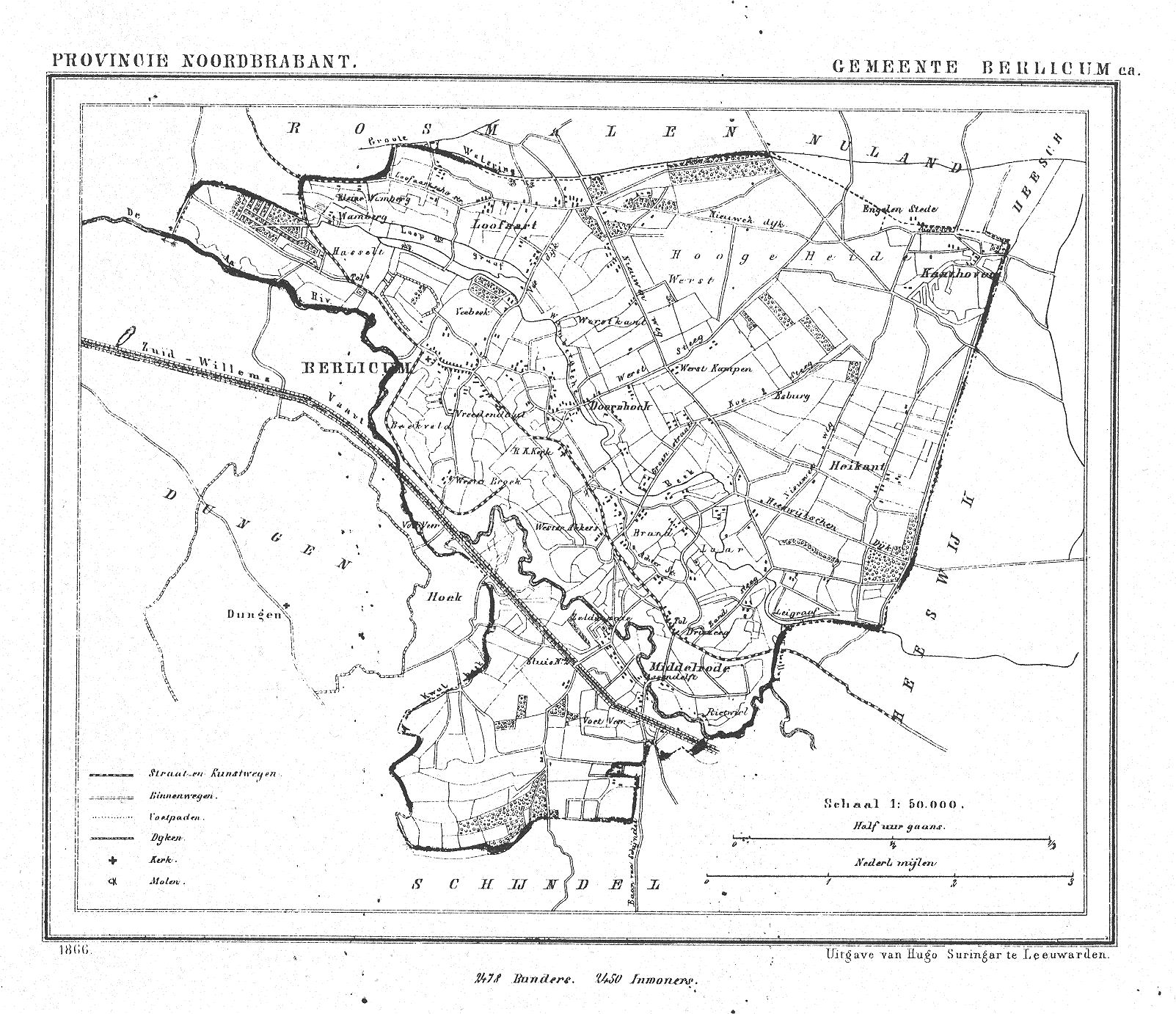
Berlicum in 1866

- Kamelenmelkerij Smits, de enige kamelenmelkerij in Europa.
- 't Hofke, een bedevaartsoord met een kapel en een geneeskrachtige bron.
- Weltevreden, een landhuis uit 1909.
- De katapult, een kunstwerk in Berlicum-Noord.
- De Beer van Balkum, een standbeeld van een beer.
- Het Boerke van Balkum, een standbeeld van een boer.
- De Brug van Berlicum, een brug en kunstwerk in de nieuwbouwwijk Schuurkerkpad.
- Kinderen De Man, een monument ter nagedachtenis van Anneke, Jochie, Magdalena en Pieter de Man.
- Mieke, een standbeeld van een meisje met een konijn.

## Natuur en landschap
Berlicum bevindt zich in het dal van de Aa. Deze rivier is gekanaliseerd, maar enkele afgesneden armen zijn nog aanwezig. Ten zuiden van de Aa ligt de Zuid-Willemsvaart. Ten noorden van Berlicum loopt de Wambergse Beek en daar weer ten noorden van de Grote Wetering. Ten noordoosten van Berlicum ligt het naaldbosgebied Hooge Heide en daar weer ten oosten van, niet ver van Kaathoven, het natuur- en recreatiegebied Engelenstede. Voor het overige bestaat de omgeving van het langgerekte dorp uit landbouwgebied en polders.

## Bekende inwoners

### Geboren in Berlicum
- Max van Beurden (1930-2006), voetballer
- Peter van Doorn (1946), wielrenner
- René van Zinnicq Bergmann (1963), acteur en regisseur
- John de Bever (1965), volkszanger, zaalvoetballer
- Miriam Oremans (1972), tennisspeelster
- Stef Doedée (1987), voetbaldoelman
- Rob van Gameren (1989), presentator

### Woonachtig geweest in Berlicum
- Josephus Augustus Knip (1777-1847), kunstschilder
- Herman de Man (1898-1946), schrijver
- Henriëtte Ronner-Knip (1821-1909), kunstschilderes
- Mental Theo (1965), videojockey en presentator
- Louis van Dijk (1941-2020), pianist
- Peter-Paul Verbeek (1970), rector-magnificus van de Universiteit van Amsterdam

## Nabijgelegen kernen
Kaathoven, Rosmalen, Den Dungen, Middelrode, Nuland